# Interleukine 22
L'interleukine 22 ou IL-22 est une protéine de type cytokine, qui appartient à la famille de l'interleukine 10.
Cette famille  échange des informations entre les cellules immunitaires et les cellules épithéliales La famille de l'interleukine 10 partagent des sous-unités de récepteurs et des voies de signalisation communes.Tous les membres de la famille des cytokines IL-10 signalent via des récepteurs hétérodimères composés d'une chaîne α et d'une chaîne β.